# Торе Мондови
То̀ре Мондовѝ (на италиански: Torre Mondovì; на пиемонтски: la Tor d'l Mond'vì, ла Тор дъл Мондъви) е село и община в Северна Италия, провинция Кунео, регион Пиемонт. Разположено е на 460 m надморска височина. Населението на общината е 494 души (към 2010 г.).